# FUT7
FUT7 (англ. Fucosyltransferase 7) – білок, який кодується однойменним геном, розташованим у людей на короткому плечі 9-ї хромосоми. Довжина поліпептидного ланцюга білка становить 342 амінокислот, а молекулярна маса — 39 239.
| 10         |  | 20         |  | 30         |  | 40         |  | 50         |
| ---------- |  | ---------- |  | ---------- |  | ---------- |  | ---------- |
| MNNAGHGPTR |  | RLRGLGVLAG |  | VALLAALWLL |  | WLLGSAPRGT |  | PAPQPTITIL |
| VWHWPFTDQP |  | PELPSDTCTR |  | YGIARCHLSA |  | NRSLLASADA |  | VVFHHRELQT |
| RRSHLPLAQR |  | PRGQPWVWAS |  | MESPSHTHGL |  | SHLRGIFNWV |  | LSYRRDSDIF |
| VPYGRLEPHW |  | GPSPPLPAKS |  | RVAAWVVSNF |  | QERQLRARLY |  | RQLAPHLRVD |
| VFGRANGRPL |  | CASCLVPTVA |  | QYRFYLSFEN |  | SQHRDYITEK |  | FWRNALVAGT |
| VPVVLGPPRA |  | TYEAFVPADA |  | FVHVDDFGSA |  | RELAAFLTGM |  | NESRYQRFFA |
| WRDRLRVRLF |  | TDWRERFCAI |  | CDRYPHLPRS |  | QVYEDLEGWF |  | QA         |

A: Аланін

C: Цистеїн

D: Аспарагінова кислота

E: Глутамінова кислота

F: Фенілаланін

G: Гліцин

H: Гістидин

I: Ізолейцин

K: Лізин

L: Лейцин

M: Метіонін

N: Аспарагін

P: Пролін

Q: Глутамін

R: Аргінін

S: Серин

T: Треонін

V: Валін

W: Триптофан

Кодований геном білок за функціями належить до трансфераз, глікозилтрансфераз. 
Локалізований у мембрані, апараті гольджі.